# Lijst van spelers van FC Amsterdam
Dit is een lijst van voetballers die minimaal één officiële wedstrijd hebben gespeeld in het eerste elftal van de Nederlandse voormalig profclub FC Amsterdam.

## A
- Erik van Aken

## B
- Abe van den Ban
- Hans Bastiani
- Rob Bianchi
- Fred Bischot
- Piet van Blanken
- Jaap Bloem
- Willy van Bommel
- Gerard Boon
- Cor ten Bosch
- Dries Boszhard
- Hans Bouwmeester
- Henk Braspenning
- Harry Bücker
- Wilfred Busker

## C
- Theo Cornwall
- Wietze Couperus

## D
- Chris Dekker
- Tom Dekker
- Ronald Donker

## E
- Peter Eman

## F
- Frits Flinkevleugel
- Mario Folkertsma
- Jan Fransz

## G
- Ton Gerritsen
- Rob Gillissen
- Jan Godee
- Dirk (Dicky) Gorter

## H
- Martin van Haaften
- Marcel Hartman Kok
- Eef Heijt
- Theo Husers

## J
- Nico Jansen
- Wim Jansen
- Jan Jongbloed
- Kees de Jong

## K
- Martin Kamminga
- Ton Kamphues
- Klaas Karte
- Martin Koers
- Tjeerd Koopman
- Frank Kramer

## L
- Hans Las van Bennekom
- Leo de Leeuw
- Gerard van der Lem
- Nico Lubberse
- Edwin Ludwig

## M
- Gaby Martinez
- Joop van Maurik
- Paul van der Meeren
- Geert Meijer
- Huub Mensink
- Jan Menting
- Leen van de Merkt
- Hans Mols
- Wim Muller

## O
- Henk Olk
- Heini Otto
- Rob Ouderland

## P
- Bjarne Petersen
- Bob Pieksma

## R
- Ad Raven
- Neill Roberts
- Siegfried Roosblad
- Jan Royé jr.
- Leo Ruiters

## S
- Ron van 't Schip
- Ben Sleeman
- Reinier Slemmer
- Cees van Slooten
- Erwin Snijders
- Niels Sørensen
- Co Stout
- Heinz Stuy
- Hans Suiker
- Sedney Sumter
- Theo Swart
- Cor Swerissen

## T
- Hermy Tap

## U
- Philip Uit den Boogaard

## V
- Cees van Veenendaal
- Jaap Visser
- Jan de Vries

## W
- Jan Wegman
- André Wetzel
- John Weijers
- Martin Wiggemansen
- Klaas Wijers
- Henk Wisman

## Z
- Hans Zwagerman